# 방산수
방산수 이난(方山守 李瀾, 1460년 ~ ?)는 조선시대 전기의 왕족이자 시인으로, 이름은 난(瀾)이며, 세종의 서손자이자 계양군(桂陽君) 이증(李璔)의 서자였다. 부인은 동래 정씨로 직장 정계은(鄭繼殷)의 딸이다. 본관은 전주이다.

## 생애
시와 가무를 좋아하였다. 그는 길에서 만난 어우동을 만나 그녀와 가깝게 지내게 된다. 이후 어우동과 시문 등을 주고 정을 통하게 된다. 어우동과의 관계는 자신의 팔뚝에 이름을 새기기를 청하여 먹물로 이름을 새길 정도였다. 그러나 1480년 이 사건을 추적하던 도승지 김계창 등이 스캔들을 공론화하면서 탄핵당하였다.
관련자들이 어우동과의 혐의를 부인하는 가운데 그는 혐의를 부인하지 않고, 도리어 그간 어우동과 만났던 남성들의 이름을 실명으로 언급했다. 1482년(성종 23년) 8월 석방되었으나, 사헌부 장령(司憲府掌令) 이감(李堪) 등으로부터 불가하다는 탄핵이 빗발쳤고, 1492년 7월 복작되었으나 역시 사간원 정언(司諫院正言) 최세걸(崔世傑) 등의 반대가 빗발쳤으나 성종이 이를 모두 무마시켰다. 이후의 행적은 미상이다.
어우동과 함께 의금부에 투옥되었을 때 그는 어우동에게 “예전에 감동(甘同)이 많은 간부(奸夫)로 인하여 중죄(重罪)를 받지 아니하였으니, 너도 사통(私通)한 바를 숨김없이 많이 끌어대면, 중죄를 면할 수 있을 것이라.” 하였다.
이로 인해 어우동이 간부(奸夫)를 많이 열거(列擧)하고, 방산수 난도 어유소(魚有沼)·노공필(盧公弼)·김세적(金世勣)·김칭(金偁)·김휘(金暉)·정숙지(鄭叔墀) 등을 끌어대었으나, 모두 증거가 없다는 이유로 석방되었다. 방산수의 증언에 따르면,
“어유소는 일찍이 어을우동의 이웃집에 피접(避接)하여 살았는데, 은밀히 사람을 보내어 그 집에 맞아들여 사당(祠堂)에서 간통하고, 뒤에 만날 것을 기약(期約)하여 옥가락지[玉環]를 주어 신표(信標)로 삼았습니다. 김휘는 어우동을 사직동(社稷洞)에서 만나 길가의 인가(人家)를 빌려서 정(情)을 통하였습니다.”라고 진술하였다.

### 사후
이후 선원계보와 일부 문헌에서 그의 이름을 의도적으로 삭제하였으나, 대한제국 멸망 이후 사건이 영화, 연극, 드라마 등의 소재로 알려지면서 세상에 알려지게 되었다.

## 시조
그가 지은 시조들 중 어우동에게 전해 주었다는 시조 1수가 현재 전한다.
물시계는 또옥또옥 야기가 맑은데 / 玉漏丁東夜氣淸
흰 구름 높은 달빛이 분명하도다 / 白雲高捲月分明
한가로운 방은 조용한데 향기가 남아 있어 / 間房寂謐餘香在
이런 듯 꿈속의 정을 그리겠구나 / 可寫如今夢裏情

## 가족 관계
- 고조부 : 태조 이성계(李成桂)

```
 고조모 :  신의왕후 한씨
```

- - 증조부 : 태종 이방원(李芳遠)
  - 증조모 : 원경왕후 민씨
    - 조부 : 세종 이도(李祹)
    - 조모 : 신빈 김씨
      - 숙부 : 의창군(義昌君) 이공(李玒)
      - 숙부 : 밀성군(密城君 이침(李琛)
      - 숙부 : 익현군(翼峴君 이연(李璭)
      - 숙부 : 영해군(寧海君 이당(李瑭)
      - 숙부 : 담양군(潭陽君 이거(李璖)
      - 아버지 : 계양군(桂陽君) 이증(李璔)
      - 친어머니 : 소비(小婢) - 계양군의 첩
        - 부인 : 정계은(鄭繼殷)의 딸 - 동래 정씨

## 같이 보기
- 어우동
- 태강수
- 수산수
- 어유소
- 신빈 김씨